# Лењост
Лењост (такође позната као индоленција или безвољност) је емоционална несклоност ка активности или напору упркос способности да се делује или напреже. Често се користи као пежоратив; изрази за особу која се сматра лењом укључују „кауч кромпир“, „лењивац“ и „блаџер“. Повезани концепти укључују лењост, хришћански грех, абулију, медицински термин за смањену мотивацију, и летаргију, стање недостатка енергије.
Упркос расправи чувеног неуролога Сигмунда Фројда о „принципу задовољства“, Леонард Кармајкл је 1954. године приметио да „лењост“ није реч која се појављује у садржају већине техничких књига о психологији. Истраживање из 1931. године показало је да су средњошколци склонији да своје лоше резултате припишу лењости, док су наставници „недостатак способности“ рангирали као главни узрок, а лењост је била на другом месту. Лењост не треба мешати са аволицијом, негативним симптомом одређених менталних и неуроразвојних поремећаја као што су депресија, хиперкинетички поремећај, аутизам, поремећаји спавања, поремећаји употребе супстанци и шизофренија.

## Психологија
Лењост може одражавати недостатак самопоуздања, недостатак позитивног признања од стране других, недостатак дисциплине који проистиче из ниског самопоуздања или недостатак интересовања за активност или веровања у њену ефикасност. Лењост се може манифестовати као одуговлачење или колебање. Студије мотивације указују на то да лењост може бити узрокована смањеним нивоом мотивације, недостатком интересовања и самопоуздања, што заузврат може бити узроковано прекомерном стимулацијом или прекомерним импулсима или ометањима. Ови састојци повећавају ослобађање допамина, неуротрансмитера одговорног за награду и задовољство. Што се више допамина ослобађа, већа је нетолеранција према вредновању и прихватању продуктивних и корисних акција. Ова десензитизација доводи до ублажавања неуронских образаца и негативно утиче на предњу инсулу мозга одговорну за перцепцију ризика.
Стручњаци за АДХД кажу да бављење вишеструким активностима може изазвати проблеме у понашању као што су неуспех пажње/фокуса, перфекционизам и песимизам. У овим околностима, лењост се може манифестовати као негативан механизам суочавања (аверзија), жеља да се избегну одређене ситуације како би се супротставили одређеним искуствима и унапред замишљени лоши резултати. Лакановска мисао каже да је „лењост 'испољавање' архетипова из друштвеног програмирања и негативних пракси васпитања деце“. Томас Гец са Универзитета у Констанцу, Немачка, и Џон Иствуд са Универзитета у Јорку, Канада, слажу се да аверзивна стања попут лењости могу бити подједнако адаптивна за стварање промена и токсична ако им се дозволи да се тињају. Став који се показао корисним у њиховим студијама јесте „бити свестан и не тражити излазе из тога, истовремено бити отворен за креативне и активне опције ако се оне појаве“. Они истичу да неуморно бављење активностима без пауза може изазвати осцилације неуспеха, што може довести до проблема са менталним здрављем.
Такође је показано да лењост може учинити особу апатичном према реактивним проблемима менталног здравља као што су бес, анксиозност, равнодушност, злоупотреба психоактивних супстанци и депресија.

## Спољни линкови
- Jachimowicz, Jon. "Laziness Is More Complex Than You Think". Huffington Post.